# Antoon Sol (architect)
Antoon C. Sol (Den Haag, 17 september 1918 – Lier, 31 augustus 2008) was een Nederlands-Belgische architect die voornamelijk werkzaam was in de Belgische plaats Lier, waar hij werkte vanuit zijn woonhuis aan de Antwerpsesteenweg 70.
Sol is vooral bekend om zijn restauratie-ontwerpen: 
- Het Kanunnikenhuis aan de Kloosterstraat 17 te Lier: een Rococo-dubbelhuis uit de 18de eeuw, door Sol gerestaureerd in 1978-1979.[2]
- Neotraditioneel winkelhuis aan de Grote Markt 50 te Lier: moderne winkelpui naar plannen van Sol in 1959.[3]

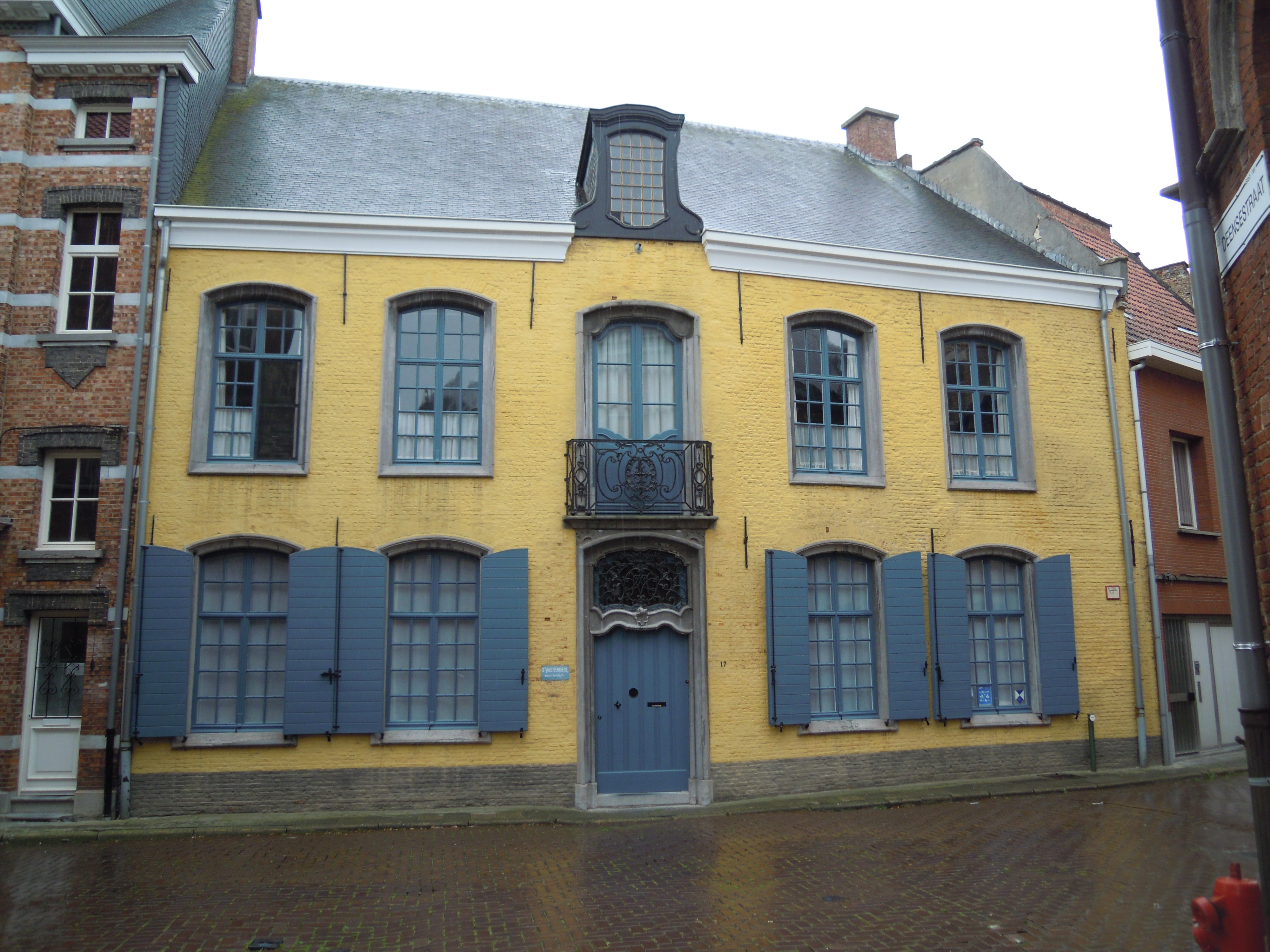
Het Kanunnikenhuis
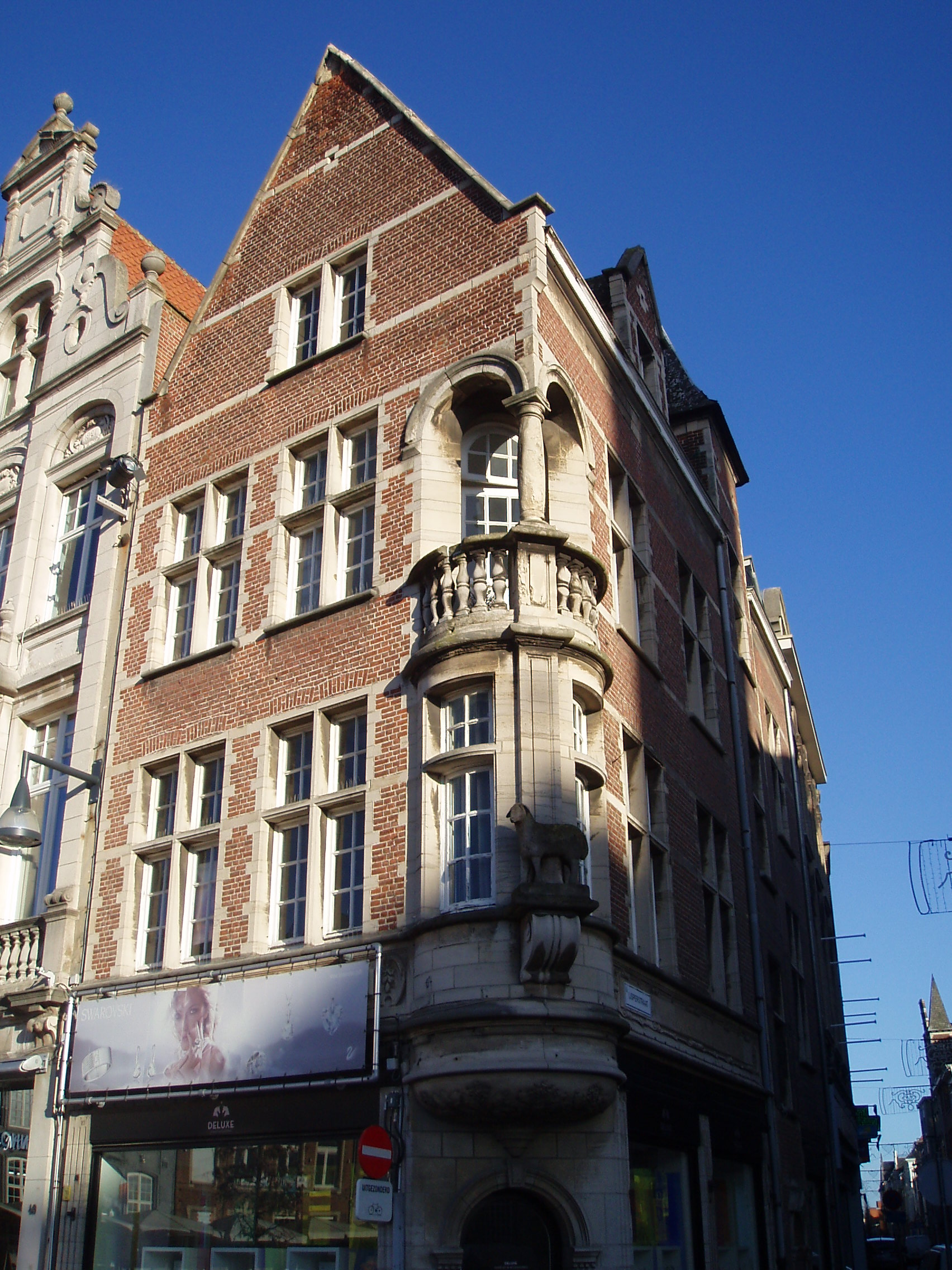
Neotraditioneel winkelhuis